# Lingue alto-tedesche
Con il termine di parlate alto-tedesche, o più semplicemente di alto tedesco, (in lingua tedesca hochdeutsche Mundarten, hochdeutsche Dialekte o Hochdeutsch) si identificano le varietà di parlate, dialetti e lingue del tedesco, del lussemburghese e dello yiddish parlate nella sezione centrale e meridionale della Germania, in Austria, Liechtenstein, Svizzera, Lussemburgo e in territori degli stati confinanti, come Belgio, Francia (Grand Est), Italia (principalmente in Alto Adige) e Polonia. A causa dell'emigrazione tedesca e di numerosi avvenimenti storici, isole linguistiche dell'alto tedesco sono presenti in America, Russia, Romania e Africa.
Il termine "alto tedesco" fa riferimento alla lingua parlata nei territori dove sono presenti altipiani e montagne, con riferimento alle zone montuose della Germania, includendo così anche Svizzera, Austria e Liechtenstein, in contrapposizione al basso tedesco che è parlato nelle terre basse, nei territori pianeggianti che invece si trovano a nord.
L'alto tedesco può essere suddiviso in tedesco superiore (Oberdeutsch in tedesco) che comprende le forme dialettali dell'Austria e della Svizzera germanofona e tedesco centrale (Mitteldeutsch), che comprende il lussemburghese e vari dialetti della Germania centrale.

## Storia
I dialetti dell'alto tedesco parlati nella Germania centrale e meridionale (in particolare quelli della Sassonia e della Baviera) hanno ricoperto un'importante funzione nel processo di formazione del tedesco standard: in tedesco la parola Hochdeutsch è usata anche per definire lo standard della lingua tedesca moderna.
Le forme storiche dell'alto tedesco sono l'alto tedesco antico o "antico alto tedesco" e l'alto tedesco medio o "medio alto tedesco".

## Classificazione
- Tedesco centrale (in tedesco: Mitteldeutsch)
  - Tedesco centrale orientale
    - Alto prussiano
    - Slesiano (prevalentemente in Bassa Slesia e Polonia)
    - Tedesco
    - Alto sassone
    - Alto sassone settentrionale-Südmärkisch
    - Turingio

  - Sassone di Transilvania (in Transilvania)
  - Tedesco centrale occidentale
    - Francone centrale
      - Lussemburghese
      - Mosellano (dialetti nella selezione)
        - Siegerländer Platt
        - Wäller Platt
        - rheinfränkisch-moselfränkisches Übergangsgebiet
        - zentralhessisch-moselfränkisches Übergangsgebiet

      - Ripuario (suddivisione dell'insieme, esclusivamente aree linguistiche) 
        - Nördliche Eifel
        - Mittleres Erft- und Rurgebiet
        - Aachener Land
        - Bergisches Land
        - Ripuarisch-niederfränkisches Übergangsgebiet ohne nordbergischen Raum
        - Nordbergischer Raum

    - Francone renano
      - ostlothringisch
      - francone renano meridionale
      - nordpfälzisch
      - palatino occidentale
      - palatino orientale
      - assiano meridionale
      - saarbrückisch

    - Assiano centrale
    - Assiano orientale
    - Nordhessisch
    - Tedesco della Pennsylvania (negli USA e in Canada)
- Tedesco superiore (in tedesco: Oberdeutsch) o Alto Tedesco in senso stretto
  - Tedesco alemanno
    - Svevo
    - Basso alemanno
      - Tedesco di Basilea (nella Svizzera tedesca)

    - Alsaziano (spesso classificato come Basso alemanno)
    - Medio alemanno
    - Alto alemanno
    - Altissimo alemanno

  - Bavarese
    - Bavarese settentrionale (nell'Alto Palatinato)
    - Bavarese centrale
    - Bavarese meridionale (inclusi i dialetti di Tirolo, Carinzia e Stiria)
    - Cimbro (origine e classificazione dubbie)
    - Hutterite (in Canada e negli USA)

  - Francone orientale transizione tra Medio Tedesco ed Alto Tedesco
  - Francone meridionale transizione tra Medio Tedesco ed Alto Tedesco
- Yiddish
  - Yiddish occidentale (in Germania e Francia)
  - Yiddish orientale
    - Yiddish nord-orientale (in Lituania, Lettonia, Bielorussia, Russia e nordest della Polonia)
    - Yiddish centrale
    - Yiddish sud-orientale (in Ucraina, Bessarabia e Romania)
- Tedesco del Texas (in tedesco: Texasdeutsch)